# Emanuele Vaccari
Emanuele Vaccari (Roma, 8 luglio 1966) è un velista italiano.

## Biografia
Rappresentò l'Italia ai Giochi olimpici di Barcellona 1992, classificandosi quattordicesimo nella classe Finn.